# Ивамура Мититоси
Ивамура Мититоси (яп. 岩村 通俊, 8 июля 1840 — 20 февраля 1915) — японский государственный деятель, министр сельского хозяйства и торговли Японии (1889—1890), губернатор префектур Хоккайдо (1886—1888), Окинава (1883), Кагосима (1877—1880) и Сага (1873—1874), член Гэнроина (1880—1881, 1888—1890), член Палаты пэров Японии (1890—1915), барон (с 1896).
Псевдоним — Кандо (貫堂), псевдоним в хайку — Сосуи (素水).

## Биография
Родился в Сукумо как старший сын Ивамуры Хидэтоси, вассала даймё Тосы. Изучал кэндзюцу у Окады Идзо, одного из хитокири. В 1869 году поступил на службу в правительство и был назначен судьёй в администрацию Хакодатэ.
После успехов Симы Ёситакэ, главного судьи Комиссии по развитию Хоккайдо, в 1871 году Ивамура, занявший его пост, продолжил строительство и развитие Саппоро. Районы были разделены на тёмэ по примеру Киото, а в целях уменьшения пожаров, которые в то время были серьёзным бедствием, травяные хижины были снесены. Метод сноса в то время заключался в намеренном поджоге после оповещения хозяев о сносе. В 1872 году это привело к неконтролируемому пожару Гоёкадзи, и считается, что Мититоси был готов уйти в отставку. Однако после этого была создана пожарная охрана Саппоро, и с тех пор количество пожаров уменьшилось.
За это время Ивамура дослужился до старшего судьи комиссии и приступил к созданию района красных фонарей для растущего числа мигрантов и строителей, будущего района Сусукино.
В июле 1874 года был назначен губернатором префектуры Сага, где также добился ряда успехов. Когда было решено перевести его на службу в Министерство промышленности, Ивамура рекомендовал своего младшего брата Ивамуру Такатоси в качестве преемника губернатора префектуры Сага, и его кандидатура была одобрена.
После службы в качестве председателя окружного суда Ямагути, в 1877 году, когда разразилось Сацумское восстание, Мититоси был переведён на должность губернатора префектуры Кагосима. Считается, что с согласия военных Ивамура похоронил тело лидера восстания Сайго Такамори с почестями в храме Дзёкомё-дзи в Кагосиме.
Ивамура Мититоси, также добившийся успехов на посту губернатора префектуры Кагосима, был назначен в Гэнроин (1880—1881) и председателем Счётной палаты (1881—1884), а в 1882 году стал губернатором префектуры Окинава.
После службы в качестве губернатора Окинавы, стал помощником министра юстиции, пропагандируя важность развития Хоккайдо правительству и призывая к созданию агентства по делам Хоккайдо. Эта идея была одобрена, и в 1886 году была создано правительство префектуры Хоккайдо, а Ивамура был назначен первым губернатором. Будучи главой префектуры, отвечающим за развитие Хоккайдо, Мититоси предполагал создание Хоккио (北京 Хоккё:, «Северная столица») на территории города Асахикава, который должен был стать аналогом Токио и Киото на Хоккайдо.
В 1888 году Нагаяма Такэсиро сменил на посту губернатора Хоккайдо, а Ивамура снова был назначен в Гэнроин. После службы в качестве заместителя министра сельского хозяйства и торговли, 24 декабря 1889 года был назначен министром сельского хозяйства и торговли в первом правительстве Ямагаты Аритомо. Уйдя в отставку с поста министра, Мититоси служил советником Императорского двора и членом Палаты пэров (1890—1915). 5 июня 1896 года за заслуги на службе ему был присвоен титул барона (дансяку). В 1900 году была основана корейская железнодорожная компания Кэйфутэцудо, где Ивамура занял должность исполнительного директора. 20 февраля 1915 года Ивамура Мититоси умер в своём доме в районе Бункё в Токио. Похоронен на токийском кладбище Янака.
Является синтоистским божеством почитаемым в храмах Камикава-дзиндзя в Асахикаве и Хоккайдо-дзингу в Саппоро. Также в честь Ивамуры были установлены памятники в парке Токива в Асахикаве, парке Одори и парке Маруяма в Саппоро.

## Семья
Братья: Хаяси Юдзо, министр связи и министр сельского хозяйства и торговли и Ивамура Такатоси, губернатор ряда префектур. Второй сын, Ивамура Тоситакэ, вице-адмирал Императорского флота. Пятый сын, Ивамура Митиё, министр юстиции. Восьмой сын, Ивамура Хитоки, предприниматель и член Палаты пэров, был усыновлён старшим братом Ивамурой Хассаку. Вторая дочь, Ивамура Эсо, жена двоюродного брата Ивамура Тору, искусствоведа и профессора. Третья дочь, Ивамура Цуки, жена зоолога Оки Асадзиро. Четвёртая дочь, Ивамура Кита, жена авиаконструктора Иги Удзихиро.

## Награды
- Орден Восходящего солнца 2 класса (25 ноября 1887)
- Орден Священного сокровища 1 класса (28 декабря 1897)
- Орден Восходящего солнца 1 класса (23 июня 1904)